# The Heidi Chronicles

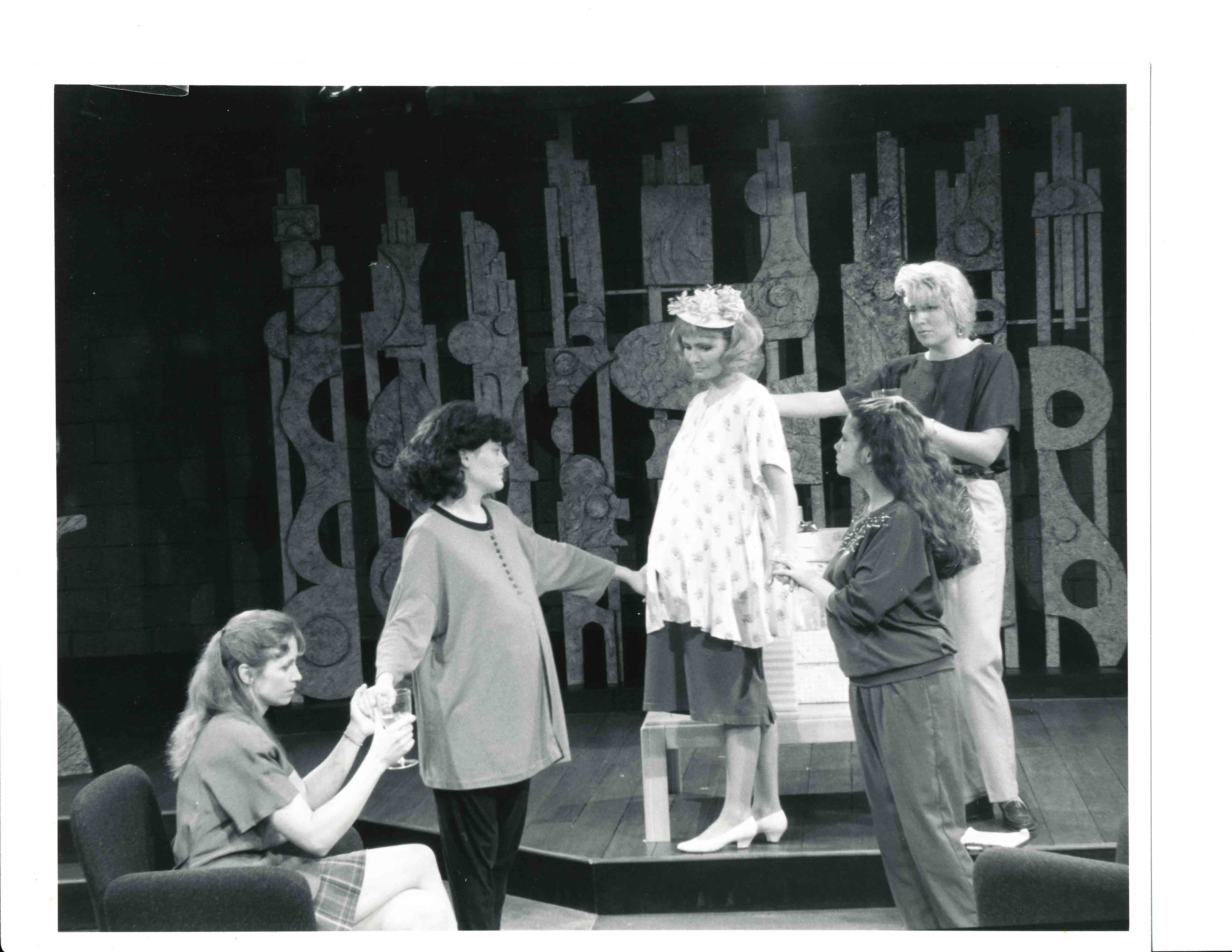
Représentation de la pièce à l'Otterbein University Theatre and Dance.

The Heidi Chronicles est une pièce de théâtre de Wendy Wasserstein créée en 1988 au Playwrights Horizons à New York (Off-Broadway). En 1989, elle a été transférée au Plymouth Theatre à Broadway.

## Argument
La pièce suit la vie de Heidi Holland des années 1960 quand elle était lycéenne aux années 1980 où elle est devenue historienne de l'art.

## Distinctions
- Tony Awards 1989[1]
  - Tony Award de la meilleure pièce
  - Tony Award du meilleur acteur dans une pièce pour Boyd Gaines
- Prix Pulitzer de l'œuvre théâtrale

## Adaptation
La pièce a été adaptée en téléfilm en 1995 avec Jamie Lee Curtis dans le rôle titre.